# Stenocarpus milnei
Stenocarpus milnei är en tvåhjärtbladig växtart som beskrevs av William Jackson Hooker. Stenocarpus milnei ingår i släktet Stenocarpus och familjen Proteaceae. Inga underarter finns listade i Catalogue of Life.